# Kokoszka (województwo lubelskie)
Kokoszka – wieś w Polsce położona w województwie lubelskim, w powiecie ryckim, w gminie Kłoczew.
W latach 1975–1998 miejscowość administracyjnie należała do województwa siedleckiego.
Wieś jest sołectwem w gminie Kłoczew. Według Narodowego Spisu Powszechnego z roku 2011 wieś liczyła 141 mieszkańców.
Wierni Kościoła rzymskokatolickiego należą do parafii Świętych Apostołów Piotra i Pawła w Okrzei.

## Historia
Kokoszka w wieku XIX nazywana także Kokoszki, wieś w ówczesnej gminie Kłoczew, parafii Okrzeja. W roku 1883 było tu 16 domów i 127 mieszkańców z gruntem 246 mórg.